# Tomohiko Itō
Tomohiko Itō (伊藤 智彦?, Itō Tomohiko; Kasugai, 20 ottobre 1978) è un regista giapponese di anime, meglio noto per aver diretto i progetti di A-1 Pictures Occult Academy, entrambe le stagioni di Sword Art Online, Silver Spoon ed Erased.

## Opere

### Produzioni TV
- Death Note (2006) – script, storyboard, direttore episodi e assistente direttore
- Kurozuka (2008) – Storyboard (episodio 3) e direttore episodi (episodio 3)
- Occult Academy (2010) – direttore, direttore episodi e storyboard
- Fractale (2011) – storyboard e direttore episodi
- Blue Exorcist (2011) – storyboard e direttore unitario
- Anohana: The Flower We Saw That Day (2011) – storyboard e direttore episodi
- Guilty Crown (2011/12) – storyboard degli episodi 3 & 12
- Sword Art Online (2012) – direttore, storyboard e direttore episodi
- Silver Spoon (2013) – direttore
- Sword Art Online II (2014) – direttore, direttore episodi e produttore episodi
- Erased (2016) – direttore

### Film
- The Girl Who Leapt Through Time – (2006; assistente direttore)
- Piano Forest - Il piano nella foresta – (2007; assistente direttore unitario)
- Summer Wars – (2009; assistente direttore)
- Sword Art Online - The Movie: Ordinal Scale – (2017; direttore e produttore sfondi)
- Hello World – (2019; regista)